# お伽草子 (アニメ)
『お伽草子』（おとぎぞうし）は、日本のテレビアニメ。2004年7月6日から2005年3月29日まで、日本テレビ系で全26話が放送された。病に倒れた兄に代わり、男装して戦に赴く源光の活躍を描く。平安時代に藤原道長に仕えた武将源頼光とその四天王に関する伝説を題材とする。第14話より、物語の舞台を現代の東京に移した。『月刊コミックブレイド』2004年8月号から2005年5月号まで瀬都ナルミによる漫画版も連載された。単行本は全2巻。

## ストーリー
平安編（1 - 13話）
時は平安時代中期。飢饉と疫病が蔓延し、都はすっかり荒廃していた。しかしそんな状況に際してもなお、武士と陰陽師は未だ覇権争いの手を休める事はなく、下につく民に手を回すことはほとんどなかった。
そんな状況を見かねた朝廷は、弓の名手である源頼光に、都に平安をもたらす不思議な霊力を持つという伝説の勾玉を探し献上するように命じる。しかし頼光は疫病に倒れてしまい、源家の末娘、光の君が正体を隠して、兄に代わり男装の令嬢として勾玉を探す旅に出ることになる。旅の共として光が信を置く渡辺綱を従え、2人はかつて都より土蜘蛛族に奪われた勾玉を取りかえすために常陸国という地を訪れる。
旅を通じてさまざまな人に出会い、そして困難にぶつかっていく光達。都の美青年の申楽師、万歳楽との淡い恋や、安倍晴明の暴かれざる陰謀を胸に秘めつつ、光は供を従え都のために弓を放つ。
東京編（14 - 26話）
2004年、東京。ヒカルは都内の高校に通うごく普通の17歳の女子高生。両親は既に他界しているが、彼らが残したアパートである「源荘」で大家として働きながら暮らしている。源荘にはフリーライターの綱、キャバクラのスカウトマン貞光、貞光が連れている子供の金太郎、怪しい占い師の卜部が下宿している。
一方で、ヒカルの兄である頼光は、1年ほど前に謎の失踪を遂げていた。そんなある日、ヒカルは東京の街中で兄によく似た人物を目撃する。しかしその人物を見たのはヒカルだけで、周りの人には誰一人として見えていなかった。
この日を境にヒカルの周りで起こる奇妙な現象の数々。これは兄と思しき人物を見たことと関係があるのだろうか。今、東京の街で何かが起ころうとしている。

## 登場人物

### 平安編
源 光（みなもとの ひかる）
声 - 水沢史絵
本作の平安編の主人公。17歳。弓の名手として知られる武家・源家の姫。流行病に倒れた兄・頼光に代わり、男装して「頼光」と偽り、勾玉の奪還の旅に出る。弓の他に、笛も得意。普段は気丈に振る舞うが、根は繊細。
源頼光（みなもとの らいこう）
声 - 三木眞一郎
光の兄。18歳。源家の後継者。生まれ付き病弱で、華奢な体格。朝廷より勾玉奪還の使命を受けるが、流行病に倒れる。
渡辺綱（わたなべの つな）
声 - 三宅健太
源頼光の家来。20歳。頼光と義兄弟の契りを結び、光の旅に同行する。隻眼でありながら、飛んでくる矢や短剣を、刀で薙ぎ払うことが出来る。大太刀、鬼斬丸の使い手。
安倍晴明（あべの せいめい）
声 - 徳丸完
齢100歳を超えると言われる陰陽師。仮面をかぶり表情が見えない。
万歳楽（まんさいらく）
声 - 三木眞一郎
諸国を渡り歩く申楽師の美青年。22歳。いつも宮中や公家の屋敷で、舞を披露している。実は、光とは幼い頃に出会っている。
卜部季武（うらべの すえたけ）
声 - 佐久間紅美
才色兼備の女性。20歳。責任感が強く合理的だが、時に冷酷な行動を取る事も。名前は、呪に使われる事を避ける為の通称名で、本名は伏せている。実は、陰陽師・安倍晴明に仕えていた。
碓井貞光（うすいの さだみつ）
声 - 杉山大
腰に二刀を携えている京都の検非違使。19歳。女好きで軽い性格だが、女のためには命も懸ける。子供嫌いだが、懐かれる。本当は仲間思いの憎めない男。
金太郎（きんたろう）
声 - 水田わさび
怪力を持つ少年。11歳。野性的な性格。全国の強い熊を倒す為に諸国を放浪している。口癖は「あいつ強いのか？」や「ご飯まだ？」。
酒呑童子（しゅてんどうじ）
声 - 松本保典
熊襲のリーダー。政略・軍略に長け、信奉者も多い反面、一度怒ると手がつけられない凶暴な性格。火の勾玉を持つ。

### 東京編
ヒカル
声 - 水沢史絵
本作の東京編の主人公。都内の高校に通う17歳の女子高生。両親はすでに亡くなっており、残された大久保のアパート「源荘」の大家として家賃収入で日々の暮らしをしているが揃いも揃って家賃払いの悪い住人たちに頭を悩ませている。約1年前に失踪した兄・頼光を探している。
綱（つな）
声 - 三宅健太
源荘の住人で頼光の後輩。頼光と共に「ビーズ出版」を立ち上げ源荘の1階を事務所にしている。担当はライター。頼光のいない間、ヒカルの保護者として振舞う。家賃は滞納気味。
貞光（さだみつ）
声 - 杉山大
源荘の住人（2階）。キャバクラのスカウトマンであり事情通で、あちこちに知り合いがいる。元恋人の子供の金太郎と同居している。家賃は滞納気味。
金太郎（きんたろう）
声 - 水田わさび
源荘の住人（2階）。貞光と同居している小学生。パソコンが得意でケンカは弱い。大変な食いしん坊で綱の作るカレーのファン。家賃は払っていない。
卜部（うらべ）
声 - 佐久間紅美
源荘の住人（2階）。美人占い師で風水・タロット・占星術など何でもこなすが、あまり当たらない。家賃は滞納気味。
頼光（らいこう）
声 - 三木眞一郎
ヒカルの兄。綱と共に立ち上げた「ビーズ出版」のカメラマン。約1年前から謎の失踪を遂げている。
コートの男
声 - 三木眞一郎
度々ヒカルの前に現れる謎の男。東京の街に頻発する謎の"神隠し"の現場にいることが多い。赤毛でいつも同じコートを着ている。
トラクマ
声 - 不明
ヒカルに飼われている猫。額に曰くありげな傷がある。

## スタッフ
- 原作 - Production I.G、日本テレビ
- 企画 - 大澤雅彦、大島満、石川光久
- 監督 - 西久保瑞穂
- シリーズ構成 - 櫻井圭記
- キャラクター原案 - 田島昭宇
- キャラクターデザイン・総作画監督 - 黄瀬和哉
- 美術 - 小林七郎（平安編）、中村隆（東京編）
- 色彩設計 - 遊佐久美子
- 撮影 - 佐久間未希
- 編集 - 濱宇津妙子
- 音響監督 - 若林和弘
- 音楽 - タニウチヒデキ（平安編）、川井憲次（東京編）
- 時代考証 - 本郷和人
- プロデューサー - 中谷敏夫、菅野嘉則、稲田清人、森下勝司
- 制作 - Production I.G
- 製作 - 日本テレビ、バップ、Production I.G

## 主題歌
オープニングテーマ
「漸 - ZEN」（第1話 - 第13話）
作詞・作曲 - MASASHI / 編曲・歌 - ATTACK HAUS
「明日は今日と同じ未来」（第14話 - 第26話）
作詞・作曲 - 山田稔明 / 歌 - GOMES THE HITMAN

エンディングテーマ
「☆に願いを」（第1話 - 第13話）
作詞 - 河辺千恵子、日向めぐみ / 作曲・編曲 - 加藤大祐 / 歌 - 河辺千恵子
「cry baby」（第14話 - 第26話）
作詞 - 河辺千恵子、日向めぐみ / 作曲 - 日向めぐみ / 編曲 - 長谷川智樹 / 歌 - 河辺千恵子

挿入歌
「little wing」（第13話）
作詞 - deuxunni / 作曲 - 日向めぐみ / 編曲 - 加藤大祐 / 歌 - 河辺千恵子

## 各話リスト
| 話数       | サブタイトル | 脚本              | 絵コンテ   | 演出          | 作画監督                        | 放送日        |
| ---------- | ------------ | ----------------- | ---------- | ------------- | ------------------------------- | ------------- |
| 第一幕     | 頼光         | 櫻井圭記          | 西久保瑞穂 | 高橋順        | 石井明治                        | 2004年 7月6日 |
| 第二幕     | 貞光         | 大松裕            | 橋本三郎   | 橋本三郎      | 西城隆詞                        | 7月13日       |
| 第三幕     | 土蜘蛛       | 藤咲淳一          | 古川順康   | 山本秀世      | 大久保徹                        | 7月20日       |
| 第四幕     | 羅城門       | 後藤みどり        | 坂田純一   | 高橋順        | 佐藤雅将                        | 7月27日       |
| 第五幕     | 卜部         | 藤咲淳一          | 小柴純弥   | 小柴純弥      | 堀内博之                        | 8月3日        |
| 第六幕     | 呪島         | 櫻井圭記          | 若林厚史   | 寺沢伸介      | 佐藤陽子                        | 8月10日       |
| 第七幕     | 万歳楽       | 後藤みどり        | 若林厚史   | 山本秀世      | 大久保徹                        | 8月17日       |
| 第八幕     | 赤鬼         | 大松裕            | 古川順康   | 橋本三郎      | 西城隆詞                        | 8月24日       |
| 第九幕     | 暗闇         | 藤咲淳一          | 紅優       | 紅優          | 飯塚晴子                        | 8月31日       |
| 第十幕     | 酒呑         | 大松裕            | 高橋順     | 高橋順        | 矢萩利幸                        | 9月7日        |
| 第十一幕   | 相克         | 後藤みどり        | 若林厚史   | 橋本三郎      | 寺沢伸介                        | 9月14日       |
| 第十二幕   | 晴明         | 毛塚英俊          | 山本秀世   | 山本秀世      | 丸山宏一                        | 9月21日       |
| 第十三幕   | 光           | 櫻井圭記          | 西久保瑞穂 | 小柴純弥      | 佐藤雅将                        | 9月28日       |
| 第十四幕   | 東京         | 藤咲淳一          | 古川順康   | 高橋順        | 大久保徹                        | 10月5日       |
| 第十五幕   | 新宿         | 毛塚英俊 藤咲淳一 | 高橋順     | 高橋順        | 矢萩利幸                        | 10月19日      |
| 第十六幕   | 芝公園       | 後藤みどり        | 若林厚史   | 櫻山武史      | 黄瀬和哉                        | 10月26日      |
| 第十七幕   | 後楽園       | 大松裕            | 寺沢伸介   | 寺沢伸介      | 伊藤秀樹                        | 11月2日       |
| 第十八幕   | 上野         | 櫻井圭記          | 小柴純弥   | 小柴純弥      | 木下ゆうき 大久保徹(レイアウト) | 11月9日       |
| 第十九幕   | 渋谷         | 藤咲淳一          | 坂田純一   | 高橋順        | 初見浩一                        | 11月16日      |
| 第二十幕   | 麻布         | 後藤みどり        | 若林厚史   | 鎌倉由実      | 千葉崇洋                        | 11月30日      |
| 第二十一幕 | 池袋         | 大松裕            | 古川順康   | 島崎奈々子    | 佐々木守                        | 12月14日      |
| 第二十二幕 | 大久保       | 藤咲淳一          | 松園公     | 鈴木薫        | 寺沢伸介                        | 12月21日      |
| 第二十三幕 | 丸ノ内       | 毛塚英俊          | 山本秀世   | 山本秀世      | 佐藤雅将                        | 12月28日      |
| 第二十四幕 | 万世橋       | 櫻井圭記          | 紅優       | 紅優 寺沢伸介 | 大久保徹                        | 2005年 1月4日 |
| 第二十五幕 | 鬼門         | 後藤みどり        | 安藤真裕   | 鎌倉由実      | 宮前真一                        | 3月22日       |
| 第二十六幕 | 都           | 櫻井圭記          | 山口直樹   | 西久保利彦    | 矢萩利幸                        | 3月29日       |

## 放送局
| 放送局       | 放送日時                                                    | 放送期間                                                                       | 備考                   |
| ------------ | ----------------------------------------------------------- | ------------------------------------------------------------------------------ | ---------------------- |
| 日本テレビ   | 火曜 25:10 -（1話 - 24話） 火曜 25:54 -（25話・26話）       | 2004年7月6日 - 2005年1月4日（1話 - 24話） 2005年3月22日・3月29日（25話・26話） | 製作局 10月より25:29 - |
| アニマックス | 木曜 22:00 - 他（1話 - 24話） 15:30 - 16:30他（25話・26話） | 2005年8月19日 - 2006年2月3日（1話 - 24話） 2006年5月4日（25話・26話）          | CS、1か月遅れ          |
| とちぎテレビ | 月曜 23:35 -                                                | 2007年7月16日 - 2008年1月14日                                                  | UHF系                  |